# Neugartheim-Ittlenheim
Neugartheim-Ittlenheim é uma comuna francesa na região administrativa de Grande Leste, no departamento Baixo Reno. Estende-se por uma área de 4,05 km². Em 2010 a comuna tinha 808 habitantes (densidade: 199,5 hab./km²).